# Parasutterella
Parasutterella es un género de bacterias gramnegativas de la familia Sutterellaceae. Fue descrito en el año 2009. Su etimología hace referencia a similar a Sutterella. Son bacterias anaerobias estrictas e inmóviles. Son catalasa y oxidasa negativas, con una temperatura óptima de crecimiento de 37 °C. Se encuentran en heces humanas, ya que forma parte de la microbiota. Actualmente (2024) contiene dos especies: Parasutterella excrementihominis y Parasutterella secunda.